# Bathyaulax ramosus
Bathyaulax ramosus är en stekelart som beskrevs av Kaartinen och Donald L.J. Quicke 2007. Bathyaulax ramosus ingår i släktet Bathyaulax och familjen bracksteklar. Inga underarter finns listade.